# Kolarstwo na Letnich Igrzyskach Olimpijskich 2020 – keirin mężczyzn
Keirin mężczyzn podczas Letnich Igrzysk Olimpijskich 2020 rozegrany został w dniach 7 - 8 sierpnia na torze Izu Velodrome.

## Terminarz
Wszystkie godziny są podane w czasie tokijskim (UTC+09:00)
| Data            | Godzina | Runda                     |
| --------------- | ------- | ------------------------- |
| 7 sierpnia 2021 | 15:48   | Pierwsza runda            |
| 7 sierpnia 2021 | 16:19   | Pierwsza runda – repasaże |
| 8 sierpnia 2021 | 10:24   | Ćwierćfinały              |
| 8 sierpnia 2021 | 11:09   | Półfinały                 |
| 8 sierpnia 2021 | 11:51   | Finały                    |

## Format zawodów
W pierwszej rundzie rozegrano 5 wyścigów eliminacyjnych. Dwóch najszybszych zawodników z każdego wyścigu awansowało do ćwierćfinału, pozostali awansowali do repasaży. Rozegrano 4 wyścigi repasżowe, z których dwóch najszybszych zawodników z każdego wyścigu awansowało do ćwierćfinału.
Rozegrano trzy wyścigi ćwierćfinałowe z których 4 najszybszych zawodników z każdego wyścigu awansowało do półfinałów. Z każdego z dwóch wyścigów półfinałach trzech pierwszych zawodników awansowało do finału A a trzech pozostałych do finału B.

## Wyniki

### Pierwsza runda
| Pozycja | Zawodnik        | Czas    | Uwagi |
| ------- | --------------- | ------- | ----- |
| 1.      | Rayan Helal     | 10,063  | QF    |
| 2.      | Maximilian Levy | + 0,010 | QF    |
| 3.      | Kwesi Browne    | + 0,248 |       |
| 4.      | Jason Kenny     | + 0,462 |       |
| 5.      | Sam Webster     | + 0,546 |       |
| 6.      | Iwan Gładyszew  | + 3,173 |       |

| Pozycja | Zawodnik          | Czas    | Uwagi |
| ------- | ----------------- | ------- | ----- |
| 1.      | Azizulhasni Awang | 9,955   | QF    |
| 2.      | Nicholas Paul     | + 0,075 | QF    |
| 3.      | Patryk Rajkowski  | + 0,104 |       |
| 4.      | Stefan Bötticher  | + 0,115 |       |
| 5.      | Jean Spies        | + 0,739 |       |
| 6.      | Sébastien Vigier  | + 0,884 |       |

| Pozycja | Zawodnik        | Czas    | Uwagi |
| ------- | --------------- | ------- | ----- |
| 1.      | Yuta Wakimoto   | 9,657   | QF    |
| 2.      | Callum Saunders | + 0,089 | QF    |
| 3.      | Kevin Quintero  | + 0,096 |       |
| 4.      | Tomáš Bábek     | + 0,228 |       |
| 5.      | Nick Wammes     | + 0,292 |       |
| 6.      | Jair Tjon En Fa | + 0,396 |       |

| Pozycja | Zawodnik                     | Czas    | Uwagi |
| ------- | ---------------------------- | ------- | ----- |
| 1.      | Jack Carlin                  | 9,951   | QF    |
| 2.      | Matthew Richardson           | + 0,070 | QF    |
| -       | Matthijs Büchli              | DSQ     |       |
| -       | Hugo Barrette                | DNF     |       |
| -       | Sergey Ponomaryov            | DNF     |       |
| -       | Muhammad Shah Firdaus Sahrom | DNF     |       |

| Pozycja | Zawodnik         | Czas     | Uwagi |
| ------- | ---------------- | -------- | ----- |
| 1.      | Yudai Nitta      | 9,899    | QF    |
| 2.      | Dienis Dmitrijew | + 0,004  | QF    |
| 3.      | Matthew Glaetzer | +0,093   |       |
| 4.      | Xu Chao          | + 0,240  |       |
| 5.      | Harrie Lavreysen | + 0,256  |       |
| 6.      | Mateusz Rudyk    | + 0,0974 |       |

### Repasaże
| Pozycja | Zawodnik                     | Czas    | Uwagi |
| ------- | ---------------------------- | ------- | ----- |
| 1.      | Kwesi Browne                 | 9,938   | Q     |
| 2.      | Muhammad Shah Firdaus Sahrom | +0,010  | Q     |
| 3.      | Sébastien Vigier             | + 0,037 |       |
| 4.      | Tomáš Bábek                  | + 0,638 |       |
| 5.      | Xu Chao                      | + 0,979 |       |

| Pozycja | Zawodnik         | Czas    | Uwagi |
| ------- | ---------------- | ------- | ----- |
| 1.      | Jason Kenny      | 9,569   | Q     |
| 2.      | Stefan Bötticher | + 0,363 | Q     |
| 3.      | Matthijs Büchli  | + 0,411 |       |
| 4.      | Mateusz Rudyk    | + 0,480 |       |
| 5.      | Nick Wammes      | + 0,564 |       |

| Pozycja | Zawodnik         | Czas    | Uwagi |
| ------- | ---------------- | ------- | ----- |
| 1.      | Harrie Lavreysen | 9,746   | Q     |
| 2.      | Jair Tjon En Fa  | + 0,577 | Q     |
| 3.      | Sam Webster      | + 0,580 |       |
| 4.      | Hugo Barrette    | + 0,738 |       |
| 5.      | Patryk Rajkowski | + 1,616 |       |

| Pozycja | Zawodnik          | Czas    | Uwagi |
| ------- | ----------------- | ------- | ----- |
| 1.      | Matthew Glaetzer  | 9,677   | Q     |
| 2.      | Kevin Quintero    | + 0,069 | Q     |
| 3.      | Sergey Ponomaryov | + 0,124 |       |
| 4.      | Iwan Gładyszew    | + 0,675 |       |
| 5.      | Jean Spies        | + 0,760 |       |

## Ćwierćfinały
| Pozycja | Zawodnik           | czas    | Uwagi |
| ------- | ------------------ | ------- | ----- |
| 1.      | Kevin Quintero     | 9,917   | Q     |
| 2.      | Jason Kenny        | + 0,045 | Q     |
| 3.      | Rayan Helal        | + 0,105 | Q     |
| 4.      | Harrie Lavreysen   | + 0,212 | Q     |
| 5.      | Matthew Richardson | + 0,212 |       |
| 6.      | Yudai Nitta        | + 0,331 |       |

| Pozycja | Zawodnik                     | Czas    | Uwagi |
| ------- | ---------------------------- | ------- | ----- |
| 1.      | Nicholas Paul                | 9,500   | Q     |
| 2.      | Jack Carlin                  | + 0,503 | Q     |
| 3.      | Jair Tjon En Fa              | + 0,602 | Q     |
| 4.      | Maximilian Levy              | +0,667  | Q     |
| 5.      | Callum Saunders              | + 0,723 |       |
| 6.      | Muhammad Shah Firdaus Sahrom | + 1,204 |       |

| Pozycja | Zawodnik          | Czas    | Uwagi |
| ------- | ----------------- | ------- | ----- |
| 1.      | Yuta Wakimoto     | 9,972   | Q     |
| 2.      | Azizulhasni Awang | + 0,039 | Q     |
| 3.      | Kwesi Browne      | + 0,098 | Q     |
| 4.      | Matthew Glaetzer  | + 0,104 | Q     |
| 5.      | Stefan Bötticher  | + 0,192 |       |
| 6.      | Dienis Dmitrijew  | + 0,236 |       |

## Półfinały
| Pozycja | Zawodnik         | Czas    | Uwagi |
| ------- | ---------------- | ------- | ----- |
| 1.      | Jason Kenny      | 9,824   | FA    |
| 2.      | Matthew Glaetzer | +0,003  | FA    |
| 3.      | Jair Tjon En Fa  | + 0,089 | FA    |
| 4.      | Jack Carlin      | + 0,240 | FB    |
| 5.      | Kwesi Browne     | + 0,357 | FB    |
| 6.      | Kevin Quintero   | + 0,397 | FB    |

| Pozycja | Zawodnik          | Czas    | Uwagi |
| ------- | ----------------- | ------- | ----- |
| 1.      | Azizulhasni Awang | 9,903   | FA    |
| 2.      | Maximilian Levy   | + 0,035 | FA    |
| 3.      | Harrie Lavreysen  | + 0,073 | FA    |
| 4.      | Rayan Helal       | + 0,497 | FB    |
| 5.      | Yuta Wakimoto     | + 0,775 | FB    |
| 6.      | Nicholas Paul     | DSQ     |       |

## Finały
| Pozycja | Zawodnik       | Czas    | Uwagi |
| ------- | -------------- | ------- | ----- |
| 7.      | Yuta Wakimoto  | 9,806   |       |
| 8.      | Jack Carlin    | + 0,097 |       |
| 9.      | Kwesi Browne   | + 0,203 |       |
| 10.     | Rayan Helal    | + 0,251 |       |
| 11.     | Kevin Quintero | + 0,314 |       |

| Pozycja | Zawodnik          | Czas    | Uwagi |
| ------- | ----------------- | ------- | ----- |
| złoto   | Jason Kenny       | 10,481  |       |
| srebro  | Azizulhasni Awang | + 0,763 |       |
| brąz    | Harrie Lavreysen  | + 0,773 |       |
| 4.      | Jair Tjon En Fa   | + 1,264 |       |
| 5.      | Matthew Glaetzer  | + 1,344 |       |
| 6.      | Maximilian Levy   | + 2,344 |       |